# Heilandskirche Spillern

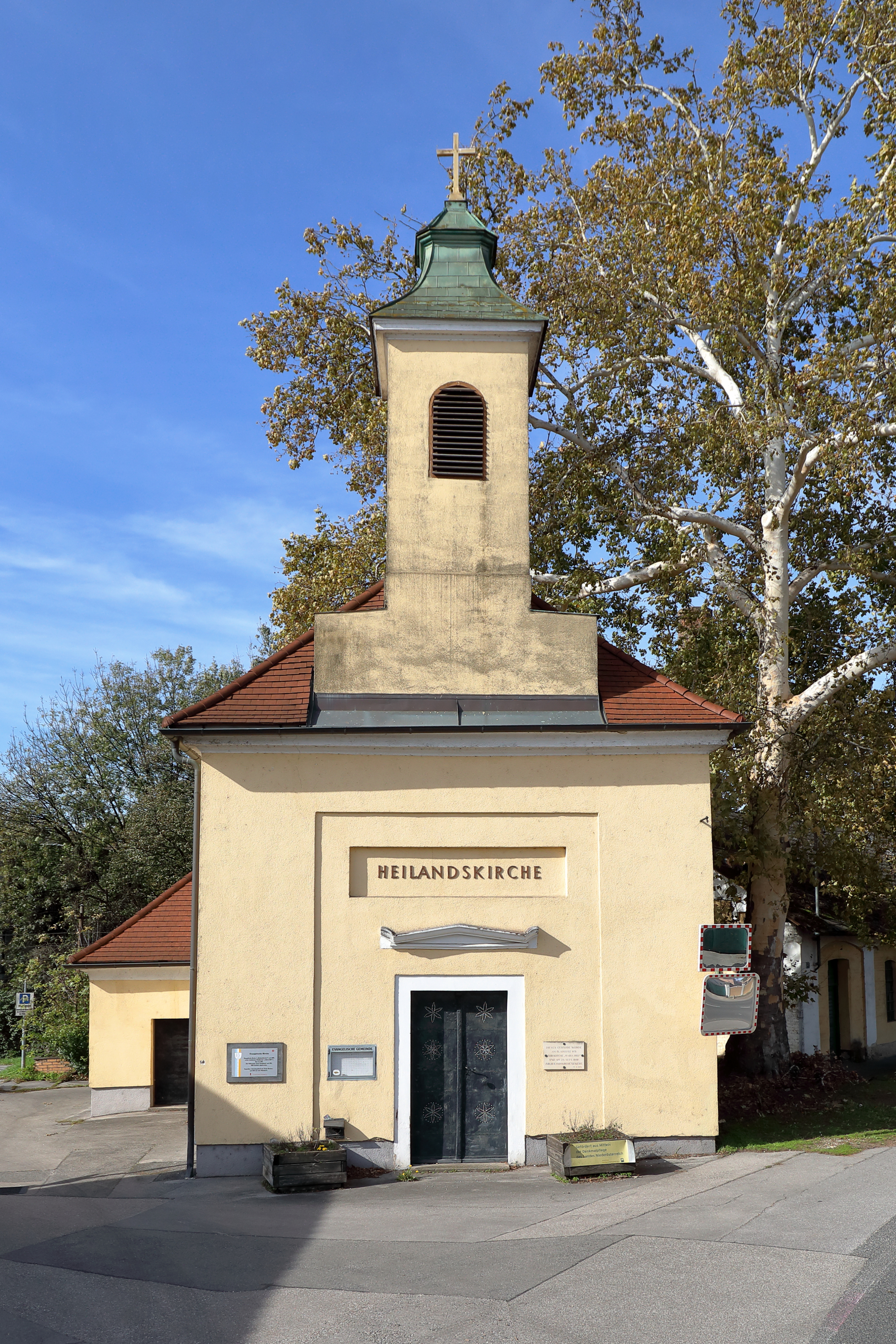
Heilandskirche, Frontansicht

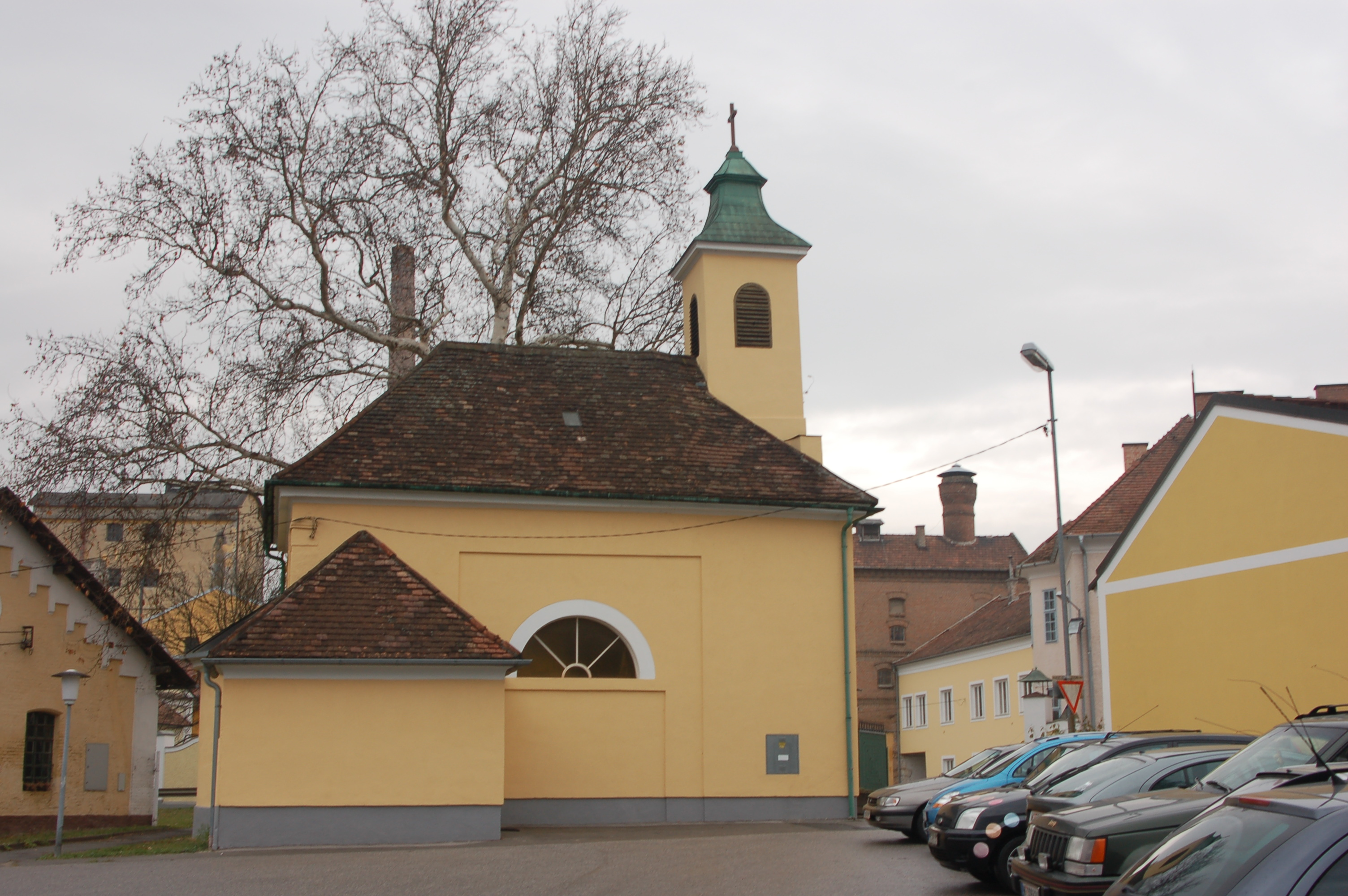
Heilandskirche, Seitenansicht

Die Heilandskirche Spillern ist ein Kirchengebäude der Evangelischen Kirche A. B. in Spillern in Niederösterreich.

## Lage
Die Heilandskirche liegt im Zentrum von Spillern, an der Bundesstraße nach Stockerau.

## Geschichte
Die Kirche wurde 1831 als römisch-katholische Pfarrkirche  „Mariahilf“ errichtet und nach dem Neubau der heutigen katholischen Pfarrkirche Spillern an die evangelische Pfarrgemeinde Stockerau verkauft.
Die evangelischen Gläubigen der Gemeinde Spillern wurden ursprünglich von der Pfarrgemeinde der Evangelischen Pfarrkirche Floridsdorf in Wien betreut. 1927 kam Spillern unter die Verwaltung der neu gegründeten Pfarrgemeinde Korneuburg, seit 1951 wird Spillern nun von der evangelischen Pfarrgemeinde A.u.H.B. Stockerau betreut.
Die Gläubigen waren dabei bis in die 1950er Jahre gezwungen, den Gottesdienst außerhalb der Gemeinde, beispielsweise in Korneuburg oder Stockerau zu besuchen. 
Erst durch den Neubau der römisch-katholischen Pfarrkirche in Spillern ergab sich die Möglichkeit einer eigenen evangelischen Predigtstation in Spillern. Die ursprünglich von der katholischen Gemeinde genutzte, nun funktionslose Kirche war stark renovierungsbedürftig und vom Abriss bedroht. Um die Kirche im Ortsbild zu erhalten, verkaufte man die Kirche an die evangelische Pfarrgemeinde Stockerau. Nach einer gründlichen Renovierung weihte der Wiener Superintendenten Georg Traar die Kirche am 28. September 1969 ein. In Spillern wurde im vierzehntäglichen Rhythmus ein Gottesdienst abgehalten, der im Jahr 2007 im Schnitt von 16 Gemeindemitgliedern besucht wurde. Die Pfarrgemeinde ist gemischt konfessionell: Sie akzeptiert neben Angehörigen ihrer Heimatkirche, der Evangelischen Kirche A. B., auch Angehörige der Evangelischen Kirche H. B. als Mitglieder.
Seit dem 1. November 2024 wird die Kirche von der rumänisch-orthodoxen Pfarre Krems für regelmäßige Gottesdienste genutzt.